# Hovops dufouri
Hovops dufouri är en spindelart som först beskrevs av Vinson 1863.  Hovops dufouri ingår i släktet Hovops och familjen Selenopidae. Inga underarter finns listade i Catalogue of Life.